# Trent Green
Trent Jason Green (Cedar Rapids, 9 luglio 1970) è un ex giocatore di football americano statunitense che ha giocato nel ruolo di quarterback nella National Football League (NFL). Fu scelto nel corso dell'ottavo giro (222º assoluto) del Draft NFL 1993 dai San Diego Chargers. Al college ha giocato a football all’Università dell'Indiana.

## Carriera
Scelto nell'ottavo giro del Draft 1993 dai San Diego Chargers, nella sua prima stagione Green non scese mai in campo. Dopo una parentesi coi BC Lions nel 1994 tornò nella NFL debuttando coi Washington Redskins nel 1995 e rimanendo nella capitale per tre stagioni. Nei due anni successivi fu la riserva di Kurt Warner ai St. Louis Rams, con cui si guadagnò un anello di campione vincendo il Super Bowl XXXIV contro i Tennessee Titans nel 1999.
Nel 2001 Green passò ai Kansas City Chiefs dove disputò le migliori stagioni della carriera. Dopo una difficile prima annata per la franchigia, malgrado la presenza di ottimi giocatori come Tony Gonzalez e Priest Holmes, Trent esplose nella stagione 2003 passando 4.039 yard, 24 touchdown e 12 intercetti. Green guidò i Chiefs a un record di 13-3 che permise loro di saltare il primo turno di playoff. Nel secondo turno furono sconfitti per 38-31 da Peyton Manning e gli Indianapolis Colts. A fine stagione, il giocatore fu convocato per il suo primo Pro Bowl.
Green ebbe un'altra grande stagione nel 2004 passando 4.591 yard, 27 touchdowns e 17 intercetti. Le sue yard passate furono il secondo risultato stagionale dietro Daunte Culpepper dei Minnesota Vikings. I Chiefs però non si qualificarono per i playoff
Nel 2005 Kansas City concluse con un record di 10-6, ma mancò ancora i playoff. Green giocò un'altra solida annata con 4.010 yard (secondo nella NFL dietro Tom Brady dei New England Patriots), e lanciando un minimo in carriera di 10 intercetti. Green fu convocato per il suo secondo Pro Bowl e con la sua terza stagione consecutiva da 4.000 si unì a Drew Bledsoe, Brett Favre, Peyton Manning, Eli Manning, Dan Marino, Dan Fouts, Drew Brees, Kurt Warner, Tom Brady, Philip Rivers, Warren Moon e Tony Romo come unici quarterback nella NFL aver raggiunto tale cifra in tre o più stagioni in carriera.
La carriera ai Chiefs di Green si concluse dopo un'altra sconfitta al primo turno dei playoff ad opera dei Colts. Negli anni successivi giocò una stagione coi Miami Dolphins e fece ritorno ai Rams nel 2008, prima di ritirarsi. Attualmente lavora come analista per NFL Network.

## Palmarès

### Franchigia
- Super Bowl : 1

St. Louis Rams: XXXIV
- National Football Conference Championship: 1

St. Louis Rams: 1999

### Individuale
- Convocazioni al Pro Bowl: 2

2003, 2005

## Statistiche
| Yard passate  | 28.475 |
| Touchdown     | 162    |
| Intercetti    | 114    |
| Passer rating | 86,0   |

## Vita privata
Il figlio Derek è per la stagione 2023 il quarterback degli Stainless Steel Warriors, militanti nella Italian Football League.